# Apollo (Hannover)

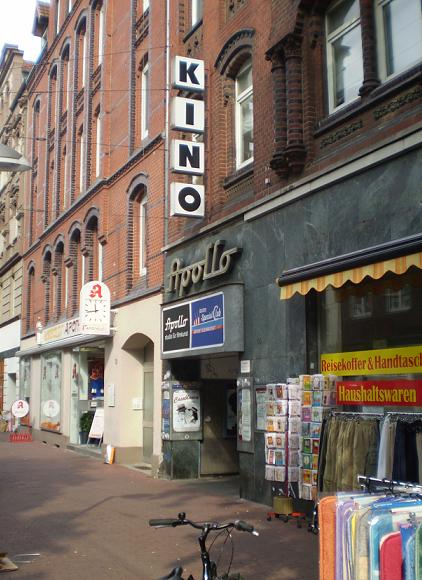
Das Apollokino in der Limmerstraße 50

Das Apollo - Studio für Filmkunst (kurz: Apollo) ist ein Stadtteil-Kino in einem Hinterhof der Limmerstraße im hannoverschen Stadtteil Linden-Nord in  Deutschland. Es ist eines der ältesten noch bespielten Kinos in Norddeutschland und eines der ersten Programmkinos in Deutschland.

## Geschichte

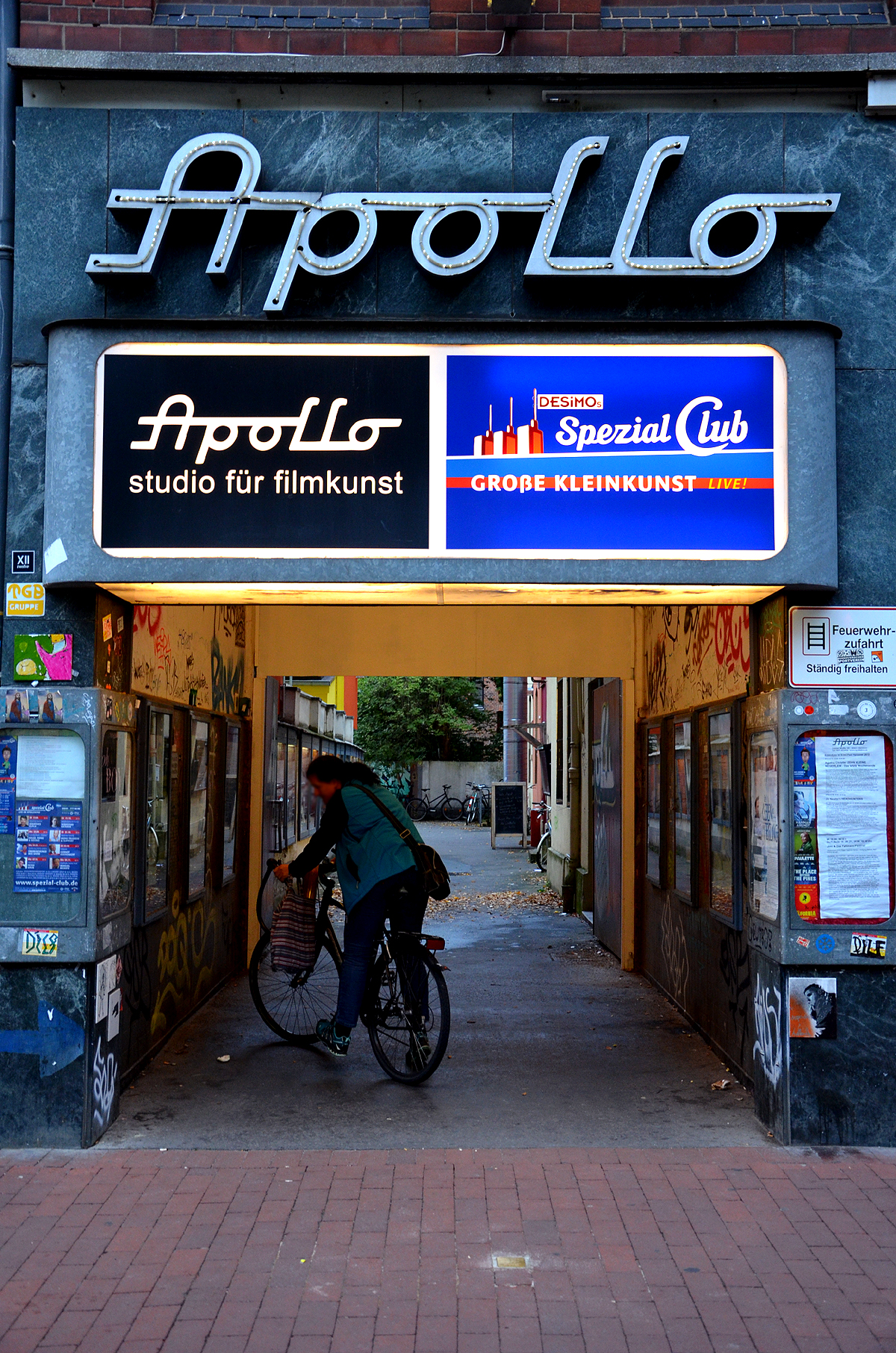
Durchgang zum „Apollo-Kino“ und „DESiMOs Spezial Club“, davor der Stolperstein für die Zeugin Jehovas Elsa Cranz

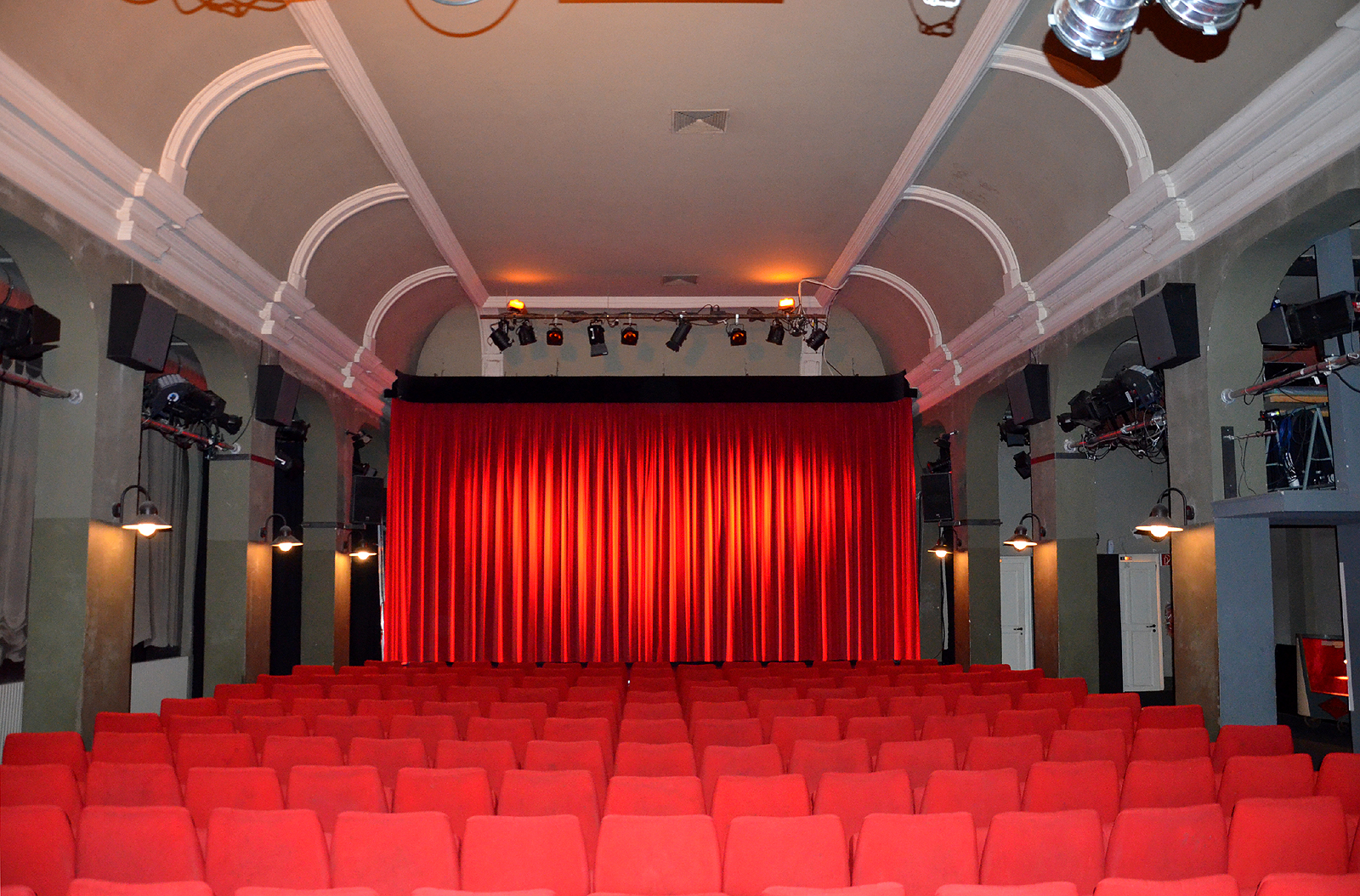
Im Saal vom Apollo-Kino veranstaltet auch DESiMO regelmäßig seine Kleinkunst- und Kabarettreihe mit teilweise internationalen Gastkünstlern und Schauspielern

Das Lichtspielhaus wurde im September 1908 von der 23-jährigen Wilhelmine Kaufmann im ehemaligen Tanzsaal Sander eröffnet. Den Zuschauern wurden auf 300 Sitzplätzen und Stehplätzen zunächst am Klavier begleitete Stummfilme (oft mehrere Kurzfilme) gezeigt. Seit dem Jahr 1912 wurden auch abendfüllende Produktionen mit bekannten Schauspielern wie  Asta Nielsen, Pola Negri und Harry Piel vorgeführt. Anfang der 30er Jahre wurde auf Tonfilm umgestellt.
Während des Zweiten Weltkriegs machte ein Bombentreffer im November 1944 im Nachbarhaus den weiteren Betrieb des Kinos unmöglich. Im Juni 1945, kurz nach Kriegsende starb die Leiterin des Kinos Wilhelmine Kaufmann. Am 24. Juli 1945 wurde das Kino unter der Leitung ihrer Tochter Jutta und deren Mann Henk ter Horst wieder eröffnet. Zur Eröffnung wurde der Film „Akrobat schö-ö-ö-n“ mit Charlie Rivel von Wolfgang Staudte gezeigt. In den 1950er Jahren wurden im Apollo-Kino vor allem amerikanische Produktionen vorgeführt, darunter Filme mit Gregory Peck, John Wayne, Richard Widmark.
Mit der Verbreitung des Fernsehens in den 1960er und 1970er Jahren und der damit verbundenen Schließung vieler Kinos in Deutschland geriet auch das Apollo zunehmend in Schwierigkeiten. Gebrochen werden konnte dieser Trend im Apollo durch den Studenten Hans-Joachim Flebbe, der 1973 als Mitglied des Filmclubs an der Hochschule Hannover den Kinobesitzer an der Kasse fragte, ob er nicht Filmvorschläge machen dürfe. Flebbe ließ für das überwiegend studentische Publikum mit großem Erfolg anspruchsvolle Unterhaltungsfilme zeigen und machte aus dem Apollo eines der ersten deutschen Programmkinos. In der Folge stieg die Zahl der Kinobesucher des Apollo in einem Jahr von 25.000 auf 135.000; Flebbe ist heute als Gründer der Cinemaxx AG bekannt.
Durch ein von einer Zigarettenkippe verursachtes Feuer wurde das Hinterhofkino am 5. Mai 1981 zerstört. Das Kino wurde renoviert, wobei auch alter Stuck an der Decke wieder freigelegt wurde. Es wurde am 1. August 1981  mit der Kifferkomödie Viel Rauch um nichts wieder eröffnet. Nach dem Tode von Henk ter Horst im Jahr 1985 wurde das Kino zunächst von seiner Frau und ihren Töchtern Jutta ter Horst und Jennike Lau betrieben, seit dem Jahre 2001 gehört es zu den Vereinigte Kino Betriebe. Heute hat das Kino 201 Sitzplätze und ist in Tontechnik (Dolby Stereo SR) und Projektionstechnik (35 mm, Digital) zeitgemäß ausgestattet.